# The Office
The Office, sänd mellan 2001 och 2002 och med ett julavsnitt 2003, är en brittisk komediserie för TV. Den är skriven och producerad av Ricky Gervais och Stephen Merchant, som båda träffades på radiostationen XFM i London i slutet på 1990-talet. Handlingen utspelar sig på ett typiskt, tråkigt förortskontor i Slough utanför London. I huvudrollen finns Ricky Gervais själv, som den ofantligt pinsamme chefen David Brent.
Serien är fiktiv men utformad som en dokumentär, filmad med handkamera och utan pålagda skratt.

## Huvudroller
- David Brent (spelad av Ricky Gervais), chef för ett kontor på papperstillverkaren Wernham Hogg. David Brent anser sig själv vara inte bara världens bästa chef utan också en talangfull, sofistikerad och komiskt begåvad man som dessutom är bästa vän med alla på kontoret. Hans oerhört höga tankar om sig själv ligger dock ganska långt ifrån verkligheten, då han är både småsint, uppblåst och bufflig, vilket de flesta som träffar honom snart märker. Han är dålig på att ta kritik men missar aldrig ett tillfälle att framhäva sig själv. Han talar ofta om jämställdhet och allas lika värde men visar ofta prov på nedlåtande attityd mot både kvinnor, homosexuella, etniska minoriteter och handikappade. Ofta försätter han sig själv i pinsamma situationer genom att inte tänka efter innan han talar, och om någon tar illa upp av det han sagt försöker han genast rädda situationen med ett skämt. Trots alla sina mindre attraktiva egenskaper är hans handlingar oftast inte illasinnade, bara felaktigt utförda

- Tim Canterbury (spelad av Martin Freeman) är försäljare på kontoret, ett jobb som han är utless på. Han är begåvad och intelligent, sidor som han inte alls får utlopp för genom sitt arbete. Kontorets lilla värld är en värld han hatar och han är desperat efter att ta sig därifrån. Det enda som får honom att hålla modet uppe är att prata med receptionisten Dawn, som han är djupt förälskad i, och att retas med sin bordsgranne Gareth.

- Gareth Keenan (spelad av Mackenzie Crook) är också försäljare. Gareth tar sitt jobb på största allvar och är av David utsedd till lagledare, en titel som i praktiken inte betyder någonting, men som Gareth själv anser ge honom auktoritet och chefsbefogenheter. Eftersom han totalt saknar såväl ledaregenskaper som humor och självdistans väcker hans försök att bestämma över andra stort löje hos Tim och Dawn. De är därför ständigt sysselsatta med att underminera hans ställning genom att spela honom spratt och utföra practical jokes.

- Dawn Tinsley (spelad av Lucy Davis), receptionist på kontoret. Liksom Tim längtar hon efter att göra något annat men jobbar kvar för försörjningens skull. Till Tims förtret är hon förlovad, men detta hindrar honom inte från att flörta hämningslöst med henne. Man kan ofta ana att Dawn också har vissa känslor för Tim, men hon väljer att inte låta det leda någon vart. Dawn tvingas ofta agera passopp åt David, och får utstå både otacksamma arbetsuppgifter och hans ständiga försök till skämt.
- Keith Bishop (spelad av Ewen Macintosh), anställd i ekonomiavdelningen på kontoret. Ses ofta som känslolös och pratar sällan.

- Chris "Finchy" Finch (spelad av Ralph Ineson) är en "jävligt bra" försäljare som tidvis besöker kontoret till Brents stora glädje. Enligt Brent är "Finchy" en elegant och smart komiker med tur med damerna. Fast enligt alla andra är Finch en pretentiös, sexistisk, homofobisk, rasistisk mobbare med en naturlig förmåga att trycka ner andra runt omkring honom. Hans huvudoffer är David Brent som han sågar ner med hån mot sin vikt o.s.v. Brent åt andra hållet ser Finch som en god vän fast han egentligen bara ses som en lakej av Finch som ska skratta åt hans skämt för att sen bli återbetalad med förakt. I en "The Office" julspecial så börjar Brents blåögda beundran spricka när Finch kallar Davids dejt en "hund" till vilket Brent slutligen säger "Why don't you fuck off" till en häpnad Finch, nu helt utan comeback eftersom hans offer äntligen sade emot.
- Jennifer Taylor-Clarke (spelad av Stirling Gallacher), är regionschef för Wernham Hogg. En hårt arbetande kvinna som ständigt frustreras av Brents misslyckade komedi

### Fotnoter
1. ↑  Dominic Cavendish (20 december 2003). ”Can The Office beat the odds?” (på engelska). Telegraph. http://www.telegraph.co.uk/culture/tvandradio/3608852/Can-The-Office-beat-the-odds.html. Läst 23 januari 2017.